# 凱爾德公園自由車場
凯尔德公園自由車場（英語：Caird Park Velodrome）是一個位於蘇格蘭鄧迪的戶外自由車場，設有一條長402米的賽道，賽道中間是一足球場，毗鄰一個長402米的跑道，18洞和9洞高爾夫球場，和數個欖球場，是城中兩個大型綜合體育地點之一。
這自由車場是發現青年自行車俱樂部（Discovery Juniors Cycling Club）的基地，蘇格蘭金牌運動員马克·斯图尔特亦是該會成員。